# Newton Abbot
Newton Abbot är en ort och en civil parish i Storbritannien.   Den ligger i grevskapet Devon och riksdelen England, i den södra delen av landet, 270 km väster om huvudstaden London. Newton Abbot ligger 14 meter över havet och antalet invånare är 25 789.
Terrängen runt Newton Abbot är platt söderut, men norrut är den kuperad. Newton Abbot ligger nere i en dal. Runt Newton Abbot är det mycket tätbefolkat, med 1 135 invånare per kvadratkilometer. Närmaste större samhälle är Torquay, 9,9 km sydost om Newton Abbot. Trakten runt Newton Abbot består i huvudsak av gräsmarker.
Kustklimat råder i trakten. Årsmedeltemperaturen i trakten är 10 °C. Den varmaste månaden är juni, då medeltemperaturen är 17 °C, och den kallaste är januari, med 4 °C.